# 錢國成
钱国成（1912年—2010年8月22日）生於江苏省常州，中华民国法学家、法官。

## 生平
钱国成出生在常州市区打索巷31号的老宅。自幼入冠英小学（今“觅渡桥小学”），此後入江苏省常州中学，後来考入南京国立中央大学法律系。在通过中华民国全国性的法官类高等考试之后，出任上海地方法院候补推事。1937年起，历任国民政府军事委员会军法执行总监部军法官、重庆地方法院检察官、甘肃高等法院推事等职务。1946年，奉命到台湾接收民刑审判业务。1955年，调任行政法院评事。1958年，任行政法院院长。1972年调任最高法院院长，一直任至1987年。钱国成还曾多年兼任国立台湾大学、东吴大学、天主教辅仁大学教授，曾赴日本、美国、象牙海岸等国考察司法业务，多次出席亚洲司法会议。
钱国成每次因公自台湾到中国大陆参访时，总要看望亲友。2002年，钱国成到杭州，在大陆亲友的陪伴下参观了西湖等名胜。
2006年3月，钱国成投书媒体，批评三一九枪击案检察官王森荣的不起诉书“废话”太多，同时对检察总长提名人谢文定表示需要新事证才可对三一九枪击案重新展开调查的观点提出质疑。
2008年，“马萧司法改革联盟”成立，钱国成任总召集人，施启扬任总顾问，该联盟主要由律师界、司法界、法学界人士组成，联署力挺中国国民党的总统候选人马英九。2008年3月1日，该联盟召开成立大会，发表题为《因为你我，台湾不会这样到尽头》的成立宣言。
2010年8月22日，钱国成在台湾病逝。钱国成遗命“不发讣闻，不设奠开吊”。

## 著作
- 《破产法要义》
- 《民法判解研究》
- 《民事判决评释选集》
- 《六法全书》
- 《违约金与违约定金》
- 《共同侵权行为与特殊侵权行为》